# Albert Reitter
Albert Reitter (* 14. Juni 1895 in Salzburg; † 27. Dezember 1962 ebenda) war ein österreichischer Jurist, nationalsozialistischer Politiker und SS-Führer. Während des Zweiten Weltkrieges war er Regierungspräsident im Reichsgau Salzburg.

## Leben
Reitter beendete seine Schullaufbahn mit Ablegung der Matura. Ab 1914 nahm er als Kriegsfreiwilliger der k.u.k. Armee am Ersten Weltkrieg teil, wurde jedoch aufgrund einer Augenerkrankung im Januar 1915 aus der Armee ausgemustert. Danach absolvierte er ein Studium der Rechtswissenschaft und promovierte zum Dr. jur. Er war auch am Mozarteum und gehörte später dem Kuratorium dieser Stiftung langjährig an.
Nach Kriegsende engagierte er sich in einem deutschnationalen Umfeld politisch in Südtirol und schloss sich nach seiner Rückkehr in Salzburg der Heimwehr an. Zum 12. März 1938 in die SS eingetreten (SS-Nummer 307.770), erreichte er in dieser NS-Organisation im April 1940 den Rang eines SS-Oberführers. Am 1. Juni 1938 beantragte er die Aufnahme in die NSDAP und wurde rückwirkend zum 1. Mai desselben Jahres aufgenommen (Mitgliedsnummer 6.346.707).
Nach dem „Anschluss Österreichs“ im März 1938 war er Landesstatthalter der Regierung in Salzburg zunächst unter dem Gauleiter Anton Wintersteiger und danach Friedrich Rainer und zuletzt Gustav Adolf Scheel. Unter Rainer war er bis 1940 für die lokale NS-Kulturpolitik zuständig. Im Reichsgau Salzburg wurde er 1940 Regierungspräsident und Gauhauptmann. Aufgrund eines schwerwiegenden, öffentlichkeitswirksamen Korruptionsskandals (mehrmonatiger illegaler Bezug von Reisemarken) wurde er im November 1944 ins Reichsministerium des Inneren versetzt.
Nach Kriegsende war er interniert und nach seiner Entlassung ab 1950 wieder als Rechtsanwalt tätig.